# Пречистинка
Пречистинка — село в Оренбургском районе Оренбургской области. Административный центр Пречистинского сельсовета.

## География
Село расположено недалеко от районного центра — Оренбурга.
Часовой пояс
Село Пречистинка, как и вся Оренбургская область, находится в часовой зоне МСК+2. Смещение применяемого времени относительно UTC составляет +5:00.

## История
На 1968 г. село относилось к Черноотрожскому сельсовету Саракташского района, на 1972 г. - к Чебеньковскому сельсовету Оренбургского района.

## Население
| 2010 | 2012 | 2013 | 2014 | 2015 | 2016 | 2017 |
| ---- | ---- | ---- | ---- | ---- | ---- | ---- |
| 611  | ↗624 | ↘619 | ↗629 | ↗641 | ↗653 | ↘651 |
| 2018 | 2019 | 2020 | 2021 |      |      |      |
| ↘647 | ↘639 | ↘628 | ↘617 |      |      |      |